# جمع ما
جمع ما برنامهٔ تلویزیونی ایرانی ساختهٔ گروه اجتماعی شبکه دو به تهیه‌کنندگی الهه بهبودی و اجرای آزاده نامداری در سال ۱۳۹۰ ساخته شده است. این برنامه سری دوم غیرمنتظره است.

## عملکرد
این برنامه یکی از جنجالی‌ترین و حاشیه سازترین برنامه‌های تلویزیون بود.وباحضور سوژه هایی مثل مرد سه زنه، زوجی که طلاق عاطفی گرفته اند جوان چاقو کشی که از خشونت پشیمان شده و چاقوکشی را ترک کرده است و ... به بررسی بی پرده و مستقیم موضوعات روز و آسیب های اجتماعی میپرداخت.
برنامه جمع ما اتاق فکری تشکیل شده از اساتید مبرزی داشت از جمله دکترصفارنیا رییس انجمن روانشناسان   دکتر علی انتظاری رییس گروه علوم اجتماعی دانشگاه علامه، دکتر موسوی چلک رییس انجمن مددکاران اجتماعی وقت و اعضای البدل که به فراخور موضوعات انتخاب میشدند.
اتفاقاتی که حین پخش بعضی قسمت‌ها رخ داد و ورود بعضی میهمان‌ها که با فرهنگ جامعه نامتناسب بودند منجر به حاشیه هایی برای این برنامه شد . در هفته آخر برنامه با موضوع تذکر اجتماعی و باحضور مهمانی از طرف نهاد امر به معروف نهی از منکر ، روحانی ای که بینایی خود را به دلیل امر به معروف از دست داده بود و سخنان تنش زای ایشان برنامه جمع ما در بهمن ۱۳۹۰ و پیش از آغاز دهه فجر بطور کامل تعطیل شد .

## اتفاقات حاشیه ساز

### شکستن پایه صندلی مهمان برنامه
در ۱۳ مهر ۱۳۹۰،پروین هدایتی، معاون سرمایه‌های اجتماعی امور زنان مرکز امور زنان و خانواده نهاد ریاست جمهوری به برنامه جمع ما دعوت شد. در اواسط برنامه در حالی که آزاده نامداری با پروین هدایتی گفتگو می‌کرد پایه صندلی پروین هدایتی شکست و وی زمین‌خورد. پس از این اتفاق آزاده نامداری چندین بار از کارگردان برنامه خواست تا تصویر را قطع کرده و یک میان برنامه پخش کند اما سهل انگاری عوامل فنی و تولید شبکه دو باعث شد حدود ۴۰ ثانیه تصویر زمین‌خوردن پروین هدایتی و برخاستن وی روی آنتن شبکه دو رود. اما هدایتی با برخوردی مناسب و عادی این حادثه را بسیار اتفاقی جلوه داد.

### مرد سه زنه
در تیر ماه۱۳۹۰ مردی دارای سه همسر به برنامه جمع ما آمد که یکی از پرحاشیه‌ترین برنامه‌های تلویزیون شد. مصاحبه نامداری در این برنامه مورد انتقاد مطبوعات قرار گرفت و همه از گفتگوی ضعیف او گلایه داشتند. چند روز بعد از پخش این برنامه عزت‌الله ضرغامی در جمع خبرنگاران دربارهٔ حضور این فرد در برنامه گفت: «این برنامه را دیدم، نظر شخصی ام از جهت آوردن این فرد در استودیو و بیان این مطالب منفی است. کار خوبی نبود و دوستان مان بعد از پخش متوجه اشتباه شان شدند».

### اعتراض به لوگوی برنامه
علاوه بر اتفاقاتی مثل شکستن صندلی مهمان، تیتراژ و لوگوی برنامه نیز حاشیه ساز شد. در این برنامه از حلقه و پلاس(+) به وفور استفاده شده که استفاده از صلیب و حلقه توسط فراعنه رایج بوده‌است. در این تیتراژ «حلقه و پلاس» نماد همبستگی مابین تمام قشرها جامعه اعم از دانشجو (قشر روشن فکر جامعه)، رفتگر (قشر متوسط جامعه)، قهرمان رالی (قشر ورزشکار جامعه)، یک خانم چادری (قشر مذهبی)، کودکان، سالمندان، راننده تاکسی و … است. در ادامه، پلاس قرار گرفته روی کتاب‌ها کاملاً تشکیل صلیب داده. طرز قرار گرفتن پلاس روی کتب طوریست که قسمت بالایی پلاس از پایین کوتاهتر شده و تشکیل صلیب داده. پلاس در دست دانشجوی دختر که نماد قشر روشن فکر است؛ با بالا رفتن پلاس روی سر دانشجو کلاه‌ها به بالا پرتاب شده که نماد فارغ‌التحصیلی و تکمیل دروس است. پلاس روی کاپوت ماشین قرار گرفته که جلوی آن طرحی شطرنجی قرار دارد که نمادی از حرکت در فراماسونی است.

## عذرخواهی
در شانزدهم مهر ۱۳۹۰ آزاده نامداری با اشاره به پخش اخبار مختلف در مورد حاشیه‌های شکستن پایه‌های صندلی میهمان این برنامه در هفته گذشته گفت: «باید اندکی ظرفیت‌ها و تحملمان را بالا ببریم. حالا اتفاق عجیب و غریبی نبوده است. اینکه خبر ۲۰:۳۰، شبکه من و تو، ما و شما و ایشان! خبر پخش کنند، به‌هرحال تقصیر من نبوده، پایه صندلی افتاد شکست. یک میلیون پول دادیم، صندلی خریدیم دیگه نمی شکنه!»

## جستارهای مرتبط
- آزاده نامداری
- غیرمنتظره